# Alexandre de Robaulx
Alexandre de Robaulx (Fontaine-l'Evêque, 20 april 1798 - Luik, 5 februari 1861) was een Belgisch advocaat, volksvertegenwoordiger en lid van het Nationaal Congres.

## Biografie
De Robaulx' vader werd voorbestemd om priester te worden en, om hieraan te ontsnappen, vluchtte hij naar de Antillen, om pas veel later terug te keren. Alexandre de Robaulx volbracht zijn middelbare studies bij de jezuïeten in Zinnik. Toen een pater hem aanmoedigde om in de geestelijke staat te treden antwoordde hij dat hij dat wel wilde, op voorwaarde meteen bisschop te worden. Na universitaire studies in Brussel en Luik werd hij in 1819 gepromoveerd tot doctor in de rechten en vestigde zich als advocaat in Luik.
Op 3 november 1830 werd hij voor het arrondissement Philippeville tot lid van het Nationaal Congres verkozen. Hij werd er tot questor benoemd en nam op aanzienlijke en gepassioneerde wijze deel aan de debatten. Hij werd de kampioen van de tussenkomsten, maar meestal stond hij alleen of slechts met enkele geestesgenoten om zijn ideeën te ontwikkelen en zijn voorstellen naar voor te brengen.
Op 22 november 1830 was hij een van de dertien afgevaardigden die zich uitspraken voor de republiek als staatsvorm. Op 3 februari 1831 stemde hij voor de hertog van Nemours als koning, maar toen duidelijk werd dat de Franse koning dit weigerde stelde de Robaulx opnieuw, weer zonder succes, de republiek voor. In juni 1831 bestreed hij de kandidatuur van Leopold van Saksen Coburg en stemde met dertien andere leden om het koningschap toe te kennen aan regent Surlet de Chokier. In die korte tijd vocht de Robaulx twee duels uit, een met Charles Rogier, een met Pierre Emmanuel Félix Chazal, de latere generaal en minister van Oorlog.
Bij de eerste parlementsverkiezingen in 1831 werd de Robaulx verkozen tot volksvertegenwoordiger voor het arrondissement Thuin. Op 5 oktober 1832 werd hij tot substituut-procureur-generaal in Luik benoemd, maar hij weigerde omdat hij te gehecht was aan zijn onafhankelijkheid. In april bracht hij samen met François Pirson de regering-Goblet-Lebeau ten val met een Kamerontbinding tot gevolg. Hij werd voorgedragen in Thuin, Zinnik en Luik, maar werd nergens verkozen. Op 4 juli 1833 had echter een gedeeltelijke verkiezing plaats in Zinnik en werd hij verkozen. In 1835 kwam hij tot de vaststelling dat geen enkele van zijn voorstellen het ooit haalde en, ontmoedigd, verliet hij de politieke arena.
De Robaulx woonde enkele jaren in het familiekasteel d'Hantes in Thuin om vervolgens naar Luik terug te keren en zich in industriële activiteiten te storten. In 1846 was hij een van de stichters van de Liberale Partij. Hij deed nog inspanningen om opnieuw voor het parlement verkozen te worden, maar dit lukte niet.
Zijn dochter Antoinette de Robaulx (1834-1921) trouwde in 1857 in Luik met Fernand de Rossius (1831-1885), advocaat, industrieel en volksvertegenwoordiger. Ze kregen twee zoons en een dochter, met afstammelingen tot heden.